# Paul Peeters (jezuïet)
Paul Peeters (Doornik, 20 september 1870 - Brussel, 18 augustus 1950) was een Belgisch rooms-katholiek priester, lid van de Sociëteit van Jezus, bollandist en voorzitter van het Genootschap van Bollandisten van 1941 tot aan zijn dood.

## Levensloop
Paul Peeters was een van de vijftien kinderen van Jules Peeters en Marie de Brouwer. Na zijn middelbare studies in het Doornikse Collège Notre-Dame trad hij in 1887 in bij de jezuïeten. Na het noviciaat in Aarlen, volgde hij de traditionele opleiding van de jezuïeten. Van 1893 tot 1898 was hij in Drongen leraar voor zijn jonge medebroeders in Latijn, Grieks en Frans, alsook in wiskunde.
Op eigen houtje leerde hij Russisch en Armeens en publiceerde enkele essays over de psychologie en de stijl van deze talen. Hij volbracht zijn studies theologie in Beiroet en werd op 18 augustus 1901 tot priester gewijd. Hij bleef in Beiroet (1902-1903) en leerde er Arabisch. Terug in België, volbracht hij het zogenaamde Derde jaar en werd weldra lid van het Genootschap van Bollandisten, waar hij zijn hele actieve leven zal toe behoren.

## Bollandist
Dankzij de verworven kennis van oosterse talen, kon Peeters een inventaris opmaken van de hagiografische teksten beschikbaar in het Syrisch, Koptisch, Ethiopisch, Arabisch en Armeens.
Vanaf 1911 vatte hij de studie aan van Georgische hagiografische teksten, waarvan hij tot het besluit kwam dat ze niet noodzakelijk uit het Grieks afgeleid waren. Hij publiceerde hierover een grensverleggend artikel binnen de hagiografische studies : Traductions et traducteurs dans l'hagiographie orientale à l'époque byzantine. Hij vervolgde met verschillende artikels in dezelfde zin en bekroonde dit met zijn boek Orient et Byzance (Brussel, 1950), dat hij als zijn 'academisch testament' beschouwde.
Naast zijn publicaties over Byzantijnse teksten, publiceerde hij talrijke studies over teksten van Georgische, Arabische en Ethiopische oorsprong.
Na gedurende meer dan dertig jaar te hebben gewerkt onder de leiding van Hippolyte Delehaye, volgde hij hem in 1941 op als voorzitter van het Genootschap van Bollandisten.

## Historicus
Petters publiceerde historische teksten. In 1937 was dit ter gelegenheid van het eeuwfeest van de herneming in 1837 van de activiteiten van de bollandisten. In 1942 was het ter gelegenheid van de driehonderdste verjaardag van de publicatie van de twee eerste volumes van de Acta Sanctorum.
Hij schreef en publiceerde ook biografische nota's over enkele van zijn overleden collega's.

## Erkenning
De waarde van de wetenschappelijk arbeid die Peeters leverde werd ruim erkend.
- In 1930 werd hij, samen met Hippolyte Delehaye, benoemd tot consultor in het de partement geschiedenis van de Romeinse Congregatie voor de Riten.
- In 1942 werd hij verkozen tot corresponderend lid van de Romeinse Pauselijke Academie.
- In 1933 werd hij tot lid verkozen van de Koninklijke Academie van België.
- In 1945 werd hij corresponderend lid van de Académie des inscriptions et belles-lettres in Parijs.
- Hij werd doctor honoris causa van de Universiteit van Straatsburg (1946) en van de Katholieke Universiteit Leuven (1947).
- In 1950 ontving hij de Belgische Vijfjaarlijkse Prijs voor Geschiedenis, voor de periode 1936-1940.

## Publicaties
- Bibliotheca hagiographica orientalis, Brussel, 1910.
- Évangiles apocryphes - L'Évangile de l'Enfance, syrische, arabische en armenische teksten, 2 volumes, Parijs, Auguste Picard, 1914.
- Traductions et traducteurs dans l'hagiographie orientale à l'époque byzantine, in: Analecta Bollandiana, 1922.
- L'œuvre des bollandistes, Brussel, 1942.
- Figures bollandiennes contemporaines, Brussel, 1948.
- Orient et Byzance, Brusel, 1950.
- Recherches d'histoire, de philologie et d'hagiographie orientales, 2 vol., Brussel, 1951. Een veertigtal artikels van Peeters verzameld en postuum uitgegeven.